# آل صينية البصرة (مودية)

تعديل مصدري - تعديل

آل صينية البصرة هي إحدى قرى عزلة مودية بمديرية مودية التابعة لمحافظة أبين، بلغ تعداد سكانها 86 نسمة حسب تعداد اليمن لعام 2004.